# Le Bernard
 Le Bernard  es una población y comuna francesa, en la región de Países del Loira, departamento de Vendée, en el distrito de Les Sables-d'Olonne y cantón de Talmont-Saint-Hilaire.

## Demografía
| 736 | 656 | 561 | 574 | 591 | 623 |
| Para los censos de 1962 a 1999 la población legal corresponde a la población sin duplicidades (Fuente: INSEE [Consultar]) |     |     |     |     |     |